# Црква Свете Тројице у Доњем Ратишу
Црква Свете Тројице се налазила у Доњем Ратишу, насељеном месту на територији општине Дечани, на Косову и Метохији. Припадала је Епархији рашко-призренске Српске православне цркве.
Црква посвећена Светој Тројици је стари храм, обновљен 1935. године. Уништена је од стране албанаца 1941. године па обновљена 1992. године. Над њом су од 1996. до 1998. године седам пута покушавали диверзију. Око цркве је постојало старо хришћанско гробље од којег сада нема ниједан надгробни споменик ни камен.

## Разарање цркве 1999. године
Црква је данас спаљена и потпуно срушена експлозивом након доласка италијанских снага КФОР-а.